# Miturga agelenina
Espèce
Miturga agelenina est une espèce d'araignées aranéomorphes de la famille des Miturgidae.

## Distribution
Cette espèce est endémique d'Australie. Elle se rencontre en Australie-Occidentale, au Victoria et en Tasmanie. 

## Description
Le mâle mesure 15 mm et les femelles de 18 à 20 mm.

## Publication originale
- Simon, 1909 : Araneae. 2e partie. Die Fauna Südwest-Australiens, Jena, vol. 2, no 13, p. 155-212 (texte intégral).